# Église Notre-Dame-de-Victoire de Lorient
Ne doit pas être confondu avec Église Notre-Dame-des-Victoires.
L'église  Notre-Dame-de-Victoire, siège de la paroisse Saint-Louis, est une église située dans le centre de Lorient au 1 rue Turenne. Elle est achevée en 1955 après les bombardements de 1943 destructeurs de l'église Saint-Louis de 1810 alors située à 400 m de l'emplacement actuel au 21 boulevard de l'Eau-Courante. C'est la plus importante paroisse du Pays de Lorient.
La dédicace à Notre-Dame-de-Victoire fait référence au siège anglais de la ville en 1746.

## Historique
Commencé en 1953 par l'architecte Jean-Baptiste Hourlier, grand prix de Rome 1926, architecte en chef adjoint de la Reconstruction de Lorient entre 1946 et 1952, l'édifice reçoit le label « Patrimoine du XXe siècle ».

## Caractéristiques

### Extérieur
Avec sa large coupole de 24 mètres de diamètre surplombant la nef à 26 mètres de hauteur, son style s'inspire de l'art néo-byzantin. La lumière y vient, comme dans les églises orientales, d'en haut. La coupole a gardé les stries des coffrages de bois qui ont servi à couler le béton.
Fait de béton, le clocher culmine à 54 mètres de haut, et est le point le plus élevé de Lorient. L'accès à son sommet se fait au moyen d'un escalier de 270 marches. L'église est de forme rectangulaire de 36 mètres de largeur par 42 mètres de longueur.
Le porche blanc, de douze mètres de haut, qui s'enfonce sur toute la hauteur de la façade est orné d'une statue de la Vierge réalisée, comme une grande partie de la statuaire de l'église, par René Letourneur.
Sur la façade, à droite du portail, est inscrite une parole du Christ : « Avance au large » selon le verset 4 du chapitre 5 de l'Évangile selon Luc.
Le portail sud présente une statue de saint Pierre-aux-Liens et une statue de saint Louis réalisée par Jean Mingam (1927-1987) et qui rappelle que la paroisse est dédiée à saint Louis dès sa fondation en 1709.

### Intérieur
Au centre, une coupole de vingt-quatre mètres de diamètre repose sur quatre grands piliers de béton brut. Le plafond de la coupole, lui aussi en béton brut de décoffrage, laisse apparaître le dessin des banches disposées en forme d’étoile, jouant sur les diverses textures du bois et du béton. Nicolas-Pierre Untersteller est l'auteur de la fresque de l'abside illustrant le couronnement de la Vierge.
Le maître-autel rectangulaire est en marbre blanc, il est encadré par deux ambons rehaussés d’appliques en bronze doré représentant, à gauche, les symboles des quatre évangélistes, à droite, les prophètes de l’ancien testament : Ézéchiel avec la roue, Daniel avec l’épi de blé.
Sur l'une des contre-marches qui montent à cet autel est inscrit, comme sur la façade de l'église, le verset de l'Évangile selon Luc : « Avance au large. »
Installée en 2009 pour célébrer le tricentenaire de la fondation de la paroisse, une croix celtique monumentale d'environ un mètre quarante de diamètre et pesant une trentaine de kilogrammes, œuvre de l’artiste lorientais Daniel Goudier surplombe le maitre-autel. Elle représente les Douze Apôtres entourant un Christ en gloire dans un style inspiré des dessins celtiques. Cette croix est suspendue quatre à cinq mètres au-dessus de l'autel. Dans la nuit du 17 au 18 mai 2023, veille du jeudi de l'Ascension, elle est volée, les câbles d'acier la maintenant à la voûte ayant été sectionnés, sans aucun autre dégât apparent dans l'église.
Sur les côtés de la nef sont peintes des fresques d'Henry Joubioux (1924-1986). À droite, « une Mise au tombeau » en grisaille, fait face à « L'Annonciation ».
Le chemin de croix de René Letourneur est fait de simples plaques de granit gris poli.
Les baies en forme de lucarnes rectangulaires allongées sont garnies de vitraux composés de blocs de verre éclatés, œuvre des maîtres verriers Job Guével et Jacques Michel.
Les fonts baptismaux, au fond de la nef à droite du porche, sont surmontés d’une fresque d'Adolphe Beaufrère (1876-1960) représentant la Genèse et l'origine du monde. Des claustras de béton forment des paravents autour du portail.
Le sol de l'église est en granit des Pyrénées.
Deux chapelles latérales sont décorées de fresques de Xavier de Langlais. À gauche, la chapelle du Saint-Sacrement, à droite, la chapelle Saint Louis dans laquelle la fresque retrace la destruction de la ville. C'est dans la chapelle Saint-Louis qu'est conservée la statue de Notre-Dame-de-Victoire datée de 1850, œuvre du sculpteur Postel épargnée par la Seconde Guerre mondiale. Cette statue a une histoire considérée comme miraculeuse par les croyants. Le 10 octobre 2021, Raymond Centène, évêque de Vannes, a élevé en sanctuaire marial diocésain la chapelle où est exposée cette statue de Notre-Dame-de-Victoire, au cours d’une messe solennelle.
Les deux orgues sont de facture néo-classique, ils sont classés monuments historiques au titre d'objet. L'orgue de tribune possède 3 242 tuyaux et 48 jeux ainsi que l'orgue du chœur à 12 jeux sont issus de la manufacture Roethinger de Strasbourg.

### Les cloches

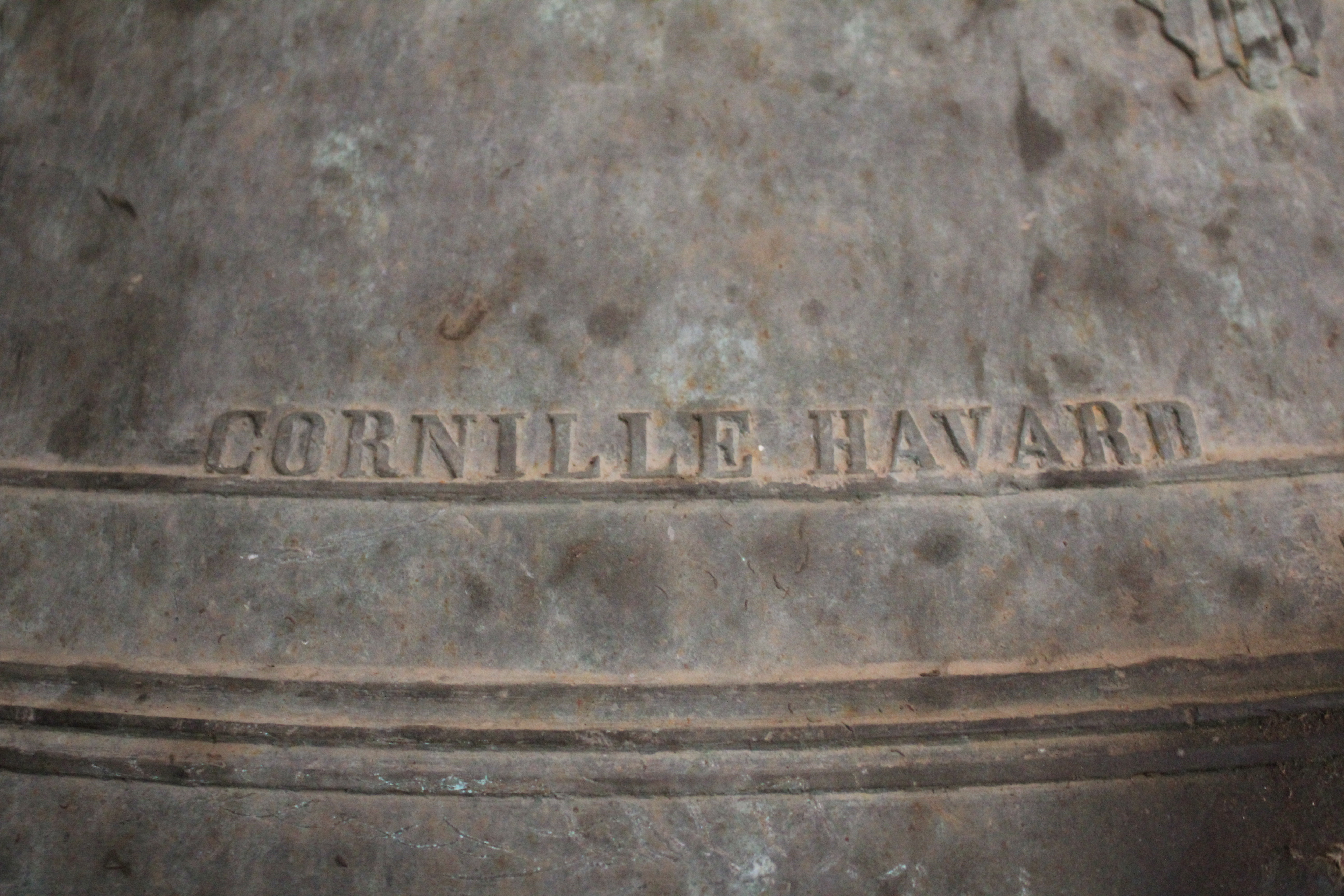
Signature Cornille-Havard sur une des cloches de l’église.

La tour-clocher renferme quatre cloches fondues, en 1956, par la fonderie Cornille-Havard, à Villedieu-les-Poêles.
- Joseph, le bourdon, pesant 3 330 kg, donne le la ;
- Marie, 1 320 kg, donne le ré ;
- Louise, 955 kg, donne le mi ;
- Anne, 640 kg, donne le fa dièse[9].